# Miss Polski 2019
Miss Polski 2019 fue la 30.ª edición de Miss Polski, que se llevó a cabo el 8 de diciembre de 2019. La ganadora fue Magdalena Kasiborska de Silesia. Originalmente, se suponía que Kasiborska representaría a Polonia en Miss Universo 2020, pero tuvo que retirarse por motivos de salud. La primera finalista, Natalia Piguła de Lodz, la reemplazó y representó al país en Miss Universo.

## Resultados
| Posiciones                                   | Candidata |
| -------------------------------------------- | --- |
| Miss Polski 2019                             | - Silesia - Magdalena Kasiborska |
| Primera finalista Miss Universo Polonia 2020 | - Lodz - Natalia Piguła |
| Segunda finalista                            | - Lodz - Marta Skwierczyńska |
| Tercera finalista                            | - Silesia - Dominika Konarska |
| Cuarta finalista                             | - Baja Silesia - Karolina Wiltowska |
| Top 10                                       | - Lodz - Małgorzata Gierach - Baja Silesia - Natalia Baran - Mazovia - Anita Sobótka - Podlaquia - Aleksandra Drężek - Varmia y Masuria - Kornelia Gołębiewska |

### Premios especiales
| Premio                | Candidata                       |
| --------------------- | ------------------------------- |
| Miss Internet         | - Podlaquia - Aleksandra Drężek |
| Miss Audiencia Polsat | - Lodz - Marta Skwierczyńska    |
| Miss Polonia Virtual  | - Mazovia - Anita Sobótka       |

## Finalistas
| Voivodatos           | Candidata            | Edad | Título/método de calificación                       |
| -------------------- | -------------------- | ---- | --------------------------------------------------- |
| Baja Silesia         | Karolina Wiltowska   | 19   | Miss Baja Silesia 2019                              |
| Baja Silesia         | Natalia Baran        | 21   | Segunda finalista de Miss Baja Silesia 2019         |
| Baja Silesia         | Paulina Karasiuk     | 21   | Miss Breslavia 2019                                 |
| Baja Silesia         | Weronika Frąckowiak  | 19   |                                                     |
| Lodz                 | Małgorzata Gierach   | 19   | Primera finalista de Miss Baja Silesia              |
| Lodz                 | Marta Skwierczyńska  | 22   | Segunda finalista de Miss Lodz 2019                 |
| Lodz                 | Natalia Piguła       | 25   | Miss Lodz 2019                                      |
| Lodz                 | Nela Serwacińska     | 22   | Cuarta finalista de Miss Lodz 2019                  |
| Mazovia              | Anita Sobótka        | 19   | Miss Varsovia 2019                                  |
| Mazovia              | Anna Kozłowska       | 19   | Miss Radom 2019                                     |
| Mazovia              | Julia Szewczuk       | 19   |                                                     |
| Mazovia              | Justyna Maliszewska  | 21   |                                                     |
| Mazovia              | Magdalena Karoń      | 27   |                                                     |
| Opole                | Martyna Jagielska    | 22   | Miss Opole 2019                                     |
| Pequeña Polonia      | Paulina Bołoz        | 19   |                                                     |
| Podlaquia            | Aleksandra Drężek    | 21   | Miss Podlaquia 2019                                 |
| Podlaquia            | Karolina Piaścik     | 18   | Segunda finalista de Miss Łomża 2019                |
| Podlaquia            | Zuzanna Aszmian      | 22   | 2nd Runner-Up of Miss Podlasie 2019                 |
| Pomerania            | Agnieszka Choszcz    | 22   |                                                     |
| Pomerania Occidental | Justyna Niegolewska  | 27   | Primera finalista de Miss Pomerania Occidental 2019 |
| Silesia              | Magdalena Kasiborska | 19   | Miss Beskides 2019                                  |
| Silesia              | Dominika Konarska    | 24   | Miss Silesia 2019                                   |
| Subcarpacia          | Marta Machnik        | 26   | Primera finalista de Miss Subcarpacia               |
| Varmia y Masuria     | Kornelia Gołębiewska | 19   | Miss Varmia y Masuria 2019                          |

### Retirados
- Santa Cruz
- Cuyavia y Pomerania
- Lublin
- Comunidad polaca en el Reino Unido